# Krémsárga szúnyogkapó
A krémsárga szúnyogkapó (Polioptila lactea) a madarak osztályának a verébalakúak (Passeriformes) rendjéhez és a szúnyogkapófélék (Polioptilidae) családjához tartozó faj.

## Rendszerezése
A fajt Richard Bowdler Sharpe angol ornitológus írta le 1885-ben.

## Előfordulása
Argentína északkeleti, Brazília délkeleti, valamint Paraguay keleti részén honos. Természetes élőhelyei a szubtrópusi és trópusi síkvidéki esőerdők, mérsékelt övi erdők és cserjések, valamint erősen leromlott egykori erdők.

## Megjelenése
Testhossza 10-12 centiméter, testtömege 7 gramm.

## Életmódja
Ízeltlábúakkal táplálkozik.

## Természetvédelmi helyzete
Az elterjedési területe még elég nagy, de csökken és erősen széttöredezett, egyedszáma szintén csökkenő. A Természetvédelmi Világszövetség Vörös listáján mérsékelten fenyegetett fajként szerepel.